# Esther Afoyochan
Esther Afoyochan é uma política do Uganda e membro do parlamento. Ela foi eleita como representante feminina no parlamento do distrito de Zombo durante as eleições gerais de 2021 em Uganda.
Ela é membro do partido Movimento de Resistência Nacional.